# Suseni (gmina w okręgu Harghita)
Suseni – gmina w Rumunii, w okręgu Harghita. Obejmuje miejscowości Chileni, Liban, Senetea, Suseni i Valea Strâmbă. W 2011 roku liczyła 5114 mieszkańców.